# Matz (auteur)
 (octobre 2018).
Si vous disposez d'ouvrages ou d'articles de référence ou si vous connaissez des sites web de qualité traitant du thème abordé ici, merci de compléter l'article en donnant les références utiles à sa vérifiabilité et en les liant à la section « Notes et références ».
Pour les articles homonymes, voir Matz (homonymie).
Œuvres principales
Du plomb dans la tête
Le Tueur
Matz, de son vrai nom Alexis Nolent, est un écrivain et scénariste de bandes dessinées français né à Rouen en 1967. 

## Biographie
Matz a scénarisé plus de 25 albums de bande dessinée chez différents éditeurs depuis 1990. Il a fondé et codirige avec François Guérif la collection « Rivages/Casterman/Noir » de Casterman, qui adapte en bandes dessinées des romans noirs et policiers parus dans la collection « Rivages/Noir » de la maison d'édition Rivages (26 titres parus depuis 2008).
Concepteur, scénariste, réalisateur et producteur en 1997 du jeu vidéo ludo-éducatif Les Neuf Destins de Valdo, Matz a également participé à l'écriture des jeux Splinter Cell, Assassin's Creed, Far Cry et Far Cry 2. Il est également consultant et éditeur pour Les Deux Royaumes, maison d'édition créée par Ubisoft en 2009 pour adapter ses franchises de jeux vidéo en bandes dessinées.
En 2012, Matz est coconcepteur et coscénariste de la mini-série télévisée française Antigone 34. Il a également écrit deux romans, Résidence surveillée (1993) et La Nuit du vigile (2011), et en a traduit trois autres depuis l'américain pour la collection « Rivages/Noir ».

## Œuvre

### Bande dessinée
- Bayou Joey (texte), dessin de Jean-Christophe Chauzy, Futuropolis, 1990  (ISBN 2-7376-2686-2)
- Peines perdues (texte), dessin de Jean-Christophe Chauzy, Casterman, coll. Studio (À Suivre), 1993  (ISBN 2-203-33856-3)
- Le Tueur, avec Luc Jacamon, Casterman, 13 volumes (The Killer aux États-Unis), également publié en italien, portugais, espagnol, allemand, néerlandais, turc, finlandais, polonais, croate.
- Shandy, un Anglais dans l'Empire, avec Dominique Bertail, Delcourt.

1. Agnès, novembre 2002,  (ISBN 978-2-84789-073-0)
2. Le Dragon d'Austerlitz, janvier 2006,  (ISBN 978-2-84789-926-9)

- Du plomb dans la tête (Bullet to the Head aux États-Unis), avec Colin Wilson, Casterman. Également publié aux États-Unis, en allemand et en néerlandais.

1. Les Petits poissons (janvier 2004)
2. Les Gros poissons (février 2005)
3. Du bordel dans l'aquarium (janvier 2006)

- Cyclopes, avec Luc Jacamon puis Gaël de Meyere, Casterman. Également publié aux États-Unis et en néerlandais.

1. La Recrue (septembre 2005)
2. Le Héros (septembre 2006)
3. Le Rebelle (janvier 2010)
4. Le Guerrier (janvier 2011)

- Nuit de Fureur, Rivages/Casterman/Noir, 2008, adaptation du roman de Jim Thompson publié en 1987, avec Miles Hyman.
- Days Missing, histoire Cortés anthologie, Rodenberry / Archaia Studio Press, 2010.
- Adios Muchachos, Rivages/Casterman/Noir, 2011, adaptation du roman de Daniel Chavarría publié en 1995.
- Destins
  - Tome 11 : L'ancètre, Glénat, 2011.
- O.P.K., avec Fabien Bedouel, 12 bis : série prévue en 3 tomes

1. Tome 1 : No Life, 2012.
2. Tome 2 : Hard-core, 2013

- Zidane, avec Marco Venanzi et Michel Pierret[1], Casterman, 2005 : un one shot sur la vie de Zinédine Zidane. Cette bande dessinée est réalisée au profit de  l’œuvre de Sœur Emmanuelle (ASMAE).
- Le Dahlia noir, Matz, David Fincher et Miles Hyman ; d'après James Ellroy[2]. Paris : édition Casterman, novembre 2013, 178 p.  (ISBN 9782203045682)
- Balles perdues, adapté d'un scénario de Walter Hill et dessiné par Jef, Rue de Sèvres, 2015
- XIII Mystery : Felicity Brown, dessins de Christian Rossi, Dargaud, 2015
- Corps et âme, adapté d'un scénario de Walter Hill et dessiné par Jef, Rue de Sèvres, 2016
- Geronimo, dessin de Jef, Rue de Sèvres, mars 2017
- Le Travailleur de la nuit, dessins de Léonard Chemineau, Rue de Sèvres, avril 2017
- Le serpent et le coyote , avec Xavier Philippe , Le Lombard, 2022
- Le grizzli,  Dargaud , avec Fred Simon

1. Un drole de chabanais,  2023

### Télévision
- 2012 : Antigone 34 de Louis-Pascal Couvelaire : série en 6 épisodes de 52 minutes. Produite par Mascaret Films, diffusion sur France 2.

### Roman
- Résidence surveillée, Éditions Denoël, 1993.
- La Nuit du vigile, Rivages/Noir, 2011.

### Traduction
- Pierre qui roule (The Hot Rock, Donald E. Westlake), Rivages/Noir, 2007.
- Quand tout se fait la malle (Watching The Wheels Come off, Mike Hodges), Rivages/Noir, 2009.
- Anesthésie générale (Pain Killers, Jerry Stahl), Rivages/Thriller, 2011.

### Jeux vidéo
- 1997 : Les Neuf Destins de Valdo
- 2005 : Tom Clancy's Splinter Cell: Chaos Theory (scénariste)
- 2005 : Silent Hunter III (réalisation des cinématiques et participation à l'écriture)

## Adaptation cinématographique
- 2012 : Du plomb dans la tête (Bullet to the Head) de Walter Hill avec Sylvester Stallone, d'après Du plomb dans la tête
- 2022 : The Killer de David Fincher avec Michael Fassbender, d'après Le Tueur

## Récompenses
- Du plomb dans la tête :
  - Prix Saint Michel du meilleur scénario au Festival de BD de Bruxelles[3], 2004

- 2018 : prix Du vent dans les BD, catégorie adultes, avec Léonard Chemineau pour Le travailleur de la nuit[4].